# Varanus salvadorii
El varano de Papúa o varano cocodrilo (Varanus salvadorii) es una especie de lagarto de la familia Varanidae. Es endémico de la isla de Nueva Guinea. Su rango altitudinal se encuentra entre los 0 y los 740 metros de altitud.